# Jacob K. Javits Federal Building
Jacob K. Javits Federal Building är en skyskrapa belägen vid Federal Plaza/Foley Square i området Civic Center på nedre Manhattan i New York. Byggnaden ägs av USA:s federala statsmakt, förvaltas av General Services Administration (GSA) och bevakas av Federal Protective Service.
Byggnaden som har 41 våningar uppfördes mellan 1963-69, med 41 våningar är det den federala byggnaden i USA med störst höjd och är även den största federala byggnaden i USA som förvaltas av GSA utanför Washington, D.C.

## Namn
Byggnaden är uppkallad efter framlidne Jacob K. Javits som var senator för delstaten New York i USA:s senat från 1957 till 1981. Den federala byggnaden uppkallades först efter Javits från 1981.

## Hyresgäster
Federala myndigheter och tillsynsorgan med avdelningar i New York utgör hyresgästerna. Bland dess återfinns bland andra Federal Bureau of Investigation, Social Security Administration, United States Citizenship and Immigration Services, liksom New York-kontor för flera av regeringsdepartementen.
Den sammanlänkade östra annexbyggnaden, James L. Watson Court of International Trade Building, är säte för United States Court of International Trade som är en federal specialdomstol för internationell handels- och tullrätt konstituerad under artikel III i USA:s konstitution.
Jacob K. Javits Federal Building, med adressen 26 Federal Plaza, är en av cirka 40 byggnader i New York som har en helt egen ZIP-kod.